# الآثار طويلة الأمد للاحتباس الحراري

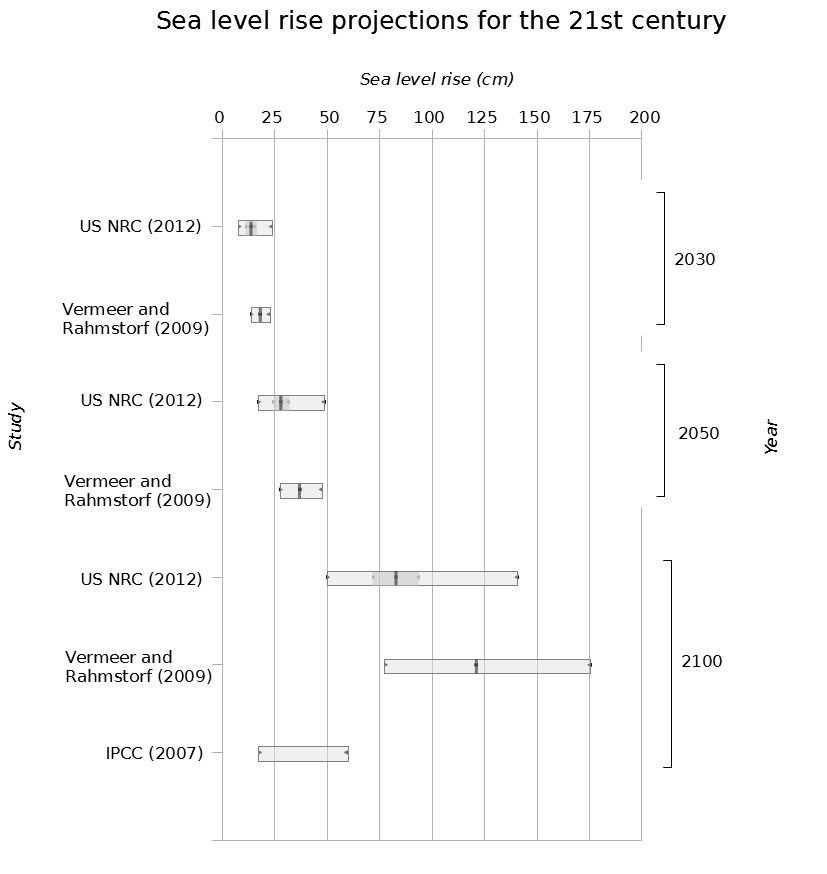

يُتوقع وجود تأثيرات عديدة طويلة الأمد ناتجة عن الاحتباس الحراري. تركّز معظم النقاشات والأبحاث، بما فيها التقارير الصادرة عن اللجنة الدولية للتغيرات المناخية على تأثيرات الاحتباس الحراري حتى عام 2100، إضافة إلى موجزٍ بسيط لما بعد ذلك.

## خسارة الجليد وارتفاع مستوى سطح البحر
يساهم كل من ماء الجليد المنصهر من الصفائح الجليدية وانحسار الجليد في ارتفاع منسوب البحار.

### القارة القطبية الجنوبية (أنتاركتيكا)
دار القلق حيال استقرار الصفيحة الجليدية في غرب القطب الجنوبي. أشار كل من العالمين فوغان وسباوج عام 2002 على أنه «من غير المرجّح انهيار الصفيحة الجليدية في غرب القطب الجنوبي خلال القرون القليلة القادمة». في مقال افتتاحي طرحه أعضاء الأكاديمية الوطنية للعلوم المُنتخبين عام 2005، اقترح كل من تيموثي لينتون وآخرين بأن انهيار الصفيحة الجليدية في غرب القطب الجنوبي سيحدث في غضون الألفية.
بصورة أكثر تحديدًا، أوضحوا بأنه «على الرغم من أن الجدول الزمني مبهم إلى حدٍّ كبير، لكن التغيّر النوعي في الصفيحة الجليدية في غرب القطب الجنوبي يمكن أن يحدث خلال هذه الألفية، مع انهيارها خلال 300 سنة على أسوأ تقدير. من المرجّح أن يرتفع منسوب البحر (أكثر من متر واحد في القرن) بسبب الصفيحة الجليدية في غرب القطب الجنوبي أكثر منه بسبب الغطاء الجليدي في جرينلاند».
توصلت دراسة أجريت في عام 2015 بأنه على افتراض بلوغ الانبعاثات التراكمية من الوقود الأحفوري 10 آلاف غيغا طن من الكربون، فإن الغطاء الجليدي في القطب الجنوبي قد يذوب كلّيًّا على مدى الألفية القادمة، ما قد يساهم بارتفاع منسوب البحار حول العالم بنحو 85 مترًا، و30 مترًا في غضون الألف سنة الأولى.

### جرينلاند
تحوي صفيحة جرينلاند الجليدية ما يكفي من المياه العذبة لرفع منسوب مياه البحر حول العالم بنحو 7 أمتار (23 قدم). قد تصبح غرينلاند دافئة بما فيه الكفاية عام 2100 لتبدأ بالذوبان كليًّا في غضون ما يزيد عن ألف عام. لا يرى جيمس إي. هانسن اهتمامًا كافيًا حيال هذه المشكلة.
اقترحت إحدى الدراسات بأن صفيحة جرينلاند الجليدية ستستغرق 3000 عام لتذوب بالكامل. استُنبط هذا الرقم من مستويات مفترضة حول الغازات الدفيئة خلال فترة التجربة.
بخسارة صفيحة جرينلاند الجليدية من كتلتها جرّاء انفصال الجبال الجليدية، إضافةً إلى ذوبان الجليد، فإن أيّ عمليات مشابهة ستزيد من سرعة خسارة الصفيحة الجليدية.

## العودة طويلة الأمد إلى التوازن
بعد وصول الحرارة إلى ذروتها بين العصرين الباليوسيني والأيوسيني، كانت هناك فترة طويلة من التبريد سُميت «صفعة المناخ».
لمياه السطح الدافئة قدرة محدودة على امتصاص ثاني أكسيد الكربون الناتج عن الأنشطة البشرية، ولكن يمكن لمياه السطح الباردة قرب القطبين (والتي تشكل 3% من سطح المحيطات) نقل كميات كبيرة من ثاني أكسيد الكربون إلى أعماق المحيط. على مدى قرونٍ عدّة، ستساهم هذه العملية، إضافة إلى عملية امتصاص كربونات الكالسيوم لثاني أكسيد الكربون على الأرض وفي المحيطات، في إزالة من 60 إلى 80% من ثاني أكسيد الكربون الزائد.
عندما تتعرض الصخور النارية (الماغماتية) إلى بيئة قريبة من السطح، فإنها تمتص ثاني أكسيد الكربون بمعدّل تجويةٍ شديد البطء، لكن عملية التجوية تزداد في المناخ الأكثر دفئًا وهطولًا للأمطار، ما يزيد من سرعة العملية. ستمتص هذه التجوية الجيولوجية ما يصل إلى 40% من ثاني أكسيد الكربون المتبقي الناتج عن الأنشطة البشرية خلال فترة تمتد من عشرات الآلاف إلى مئات آلاف السنين.